# Athletic Club Sparta Praga (femenino)
El Sparta Praga femenino es la sección femenina del Sparta Praga, un club de fútbol checo. Viste de rojo oscuro y blanco, y juega en la 1ª División Femenina checa, en el Estadio Strahov de Praga.

## Historia
Desde su fundación en 1975 ha dominado el fútbol femenino checo, con 30 títulos ligueros a fecha de 2013. Es la columna de la selección checa. 
Es un habitual en la Liga de Campeones. En 2006 llegó a los cuartos de final, su mejor resultado.

## Palmarés
| Competición nacional                      | Títulos | Subcampeonatos                                        |
| ----------------------------------------- | --- | ----------------------------------------------------- |
| Primera División (Checoslovaquia) (12/0)  | 1975-76, 1976-77, 1977-78, 1979-80, 1980-81, 1981-82, 1983-84, 1984-85, 1985-86, 1988-89, 1989-90, 1990-91.                                                                           |                                                       |
| Primera División (República Checa) (20/6) | 1993-94, 1994-95, 1995-96, 1996-97, 1997-98, 1998-99, 1999-2000, 2000-01, 2001-02, 2004-05, 2005-06, 2006-07, 2007-08, 2008-09, 2009-10, 2010-11, 2011-12, 2012-13, 2017-18, 2018-19. | 2002-03, 2003-04, 2014-15, 2015-16, 2016-17, 2019-20. |
| Copa de la República Checa (10/2)         | 2007-08, 2008-09, 2009-10, 2010-11, 2011-12, 2012-13, 2014-15, 2016-17, 2017-18, 2018-19.                                                                                             | 2013-14, 2015-16.                                     |

## Récord en la Liga de Campeones
- 2002: FP 0-1 Umea, 1-0 Femina, 7-0 Varna
- 2003: FP 6-1 Visa, 4-0 Klaksvik, 1-6 Umea
- 2006: FP 1-1 Clujana, 8-0 Gintra, 6-0 U. Vitebsk — FG 3-0 Gömrükçü, 1-1 Frankfurt, 1-0 Lucerna — 1/4 0-2 0-0 Djurgarden
- 2007: FG 1-3 Saestum, 2-4 R. Wezemaal, 0-4 T. Potsdam
- 2008: FP 1-1 Clujana, 19-0 Kokkinochovion, 4-3 M. Holon — FG 1-3 Kolbotn, 1-2 Brondby, 1-2 O. Lyon
- 2009: FP 3-0 Tienen, 9-0 Skiponjat, 0-0 Levante
- 2010: 1/16 0-1 2-0 Almaty — 1/8
- 2011: 1/16 3-0 7-0 Sint-Truidense — 1/8 0-2 0-1 Linköping
- 2012: 1/16 2-2 2-1 A. Limassol — 1/8 0-6 0-6 O. Lyon
- 2013: 1/16 3-0 3-0 Sarajevo — 1/8 0-1 2-2 Rossiyanka
- 2014: 1/32 1-2 1-1 Zürich
- 2015: 1/32 1-1 1-1 Gintra
- 2017: 1/32 0-2 3-1 Twente